# Litsea kerrii
Litsea kerrii är en lagerväxtart som beskrevs av Kostermans. Litsea kerrii ingår i släktet Litsea och familjen lagerväxter. Inga underarter finns listade i Catalogue of Life.